# GO! 스포츠
《GO! 스포츠》는 대한민국 연합뉴스TV에서 평일 저녁 6시 35분에 방송되는 연합뉴스TV의 스포츠 뉴스 프로그램이자 뉴스잇의 스포츠뉴스 코너이다.

## 진행자
- 최아영

## 제작진
- PD : 이민경